# Алдан-Маадырский сумон
Алдан-Маадырский сумон — административно-территориальная единица (сумон) и муниципальное образование со статусом сельского поселения в Сут-Хольском кожууне Тывы Российской Федерации.
Административный центр и единственный населённый пункт сумона — село Алдан-Маадыр.

## Население
| 2017 | 2018  |
| ---- | ----- |
| 1128 | ↘1124 |